# プロチョイス
プロチョイス（英: pro-choice）は、人工妊娠中絶の是非をめぐる議論における「中絶権利擁護派」のこと。「胎児の生命」と「母体の選択権」を比較した場合に「母体の選択権」を優先する立場のことをいう。対語は「プロライフ（ライフ＝（胎児の）生命）」。
胎児が人権を備えた人間であるか否かの論点に加え、ユダヤ教・キリスト教・イスラム教の宗教的禁忌（神の意志に対する人間の意志の挑戦）の問題が絡みあい、生命倫理から政教分離に渡っての観点においてプロライフ陣営との対立がある。またフェミニズムの観点からは、中絶の禁止は男性社会による女性に対する出産の強制であり、一方的に女性の自己決定権を奪い支配する構造的女性差別の一環であるとする見方がある。
自由主義神学とフェミニスト神学はプロチョイスだとされる。

## プロチョイスの有名人

### 政治家
- ヒラリー・クリントン
- バラク・オバマ
- ジョー・バイデン

### 文化人
- マイリー・サイラス
- マーク・ジェイコブス
- スカーレット・ヨハンソン
- マーク・ラファロ

### 国際的な団体
- Ipas
- International Planned Parenthood Federation
- NARAL Pro-Choice America